# 伊賀の方
伊賀の方（いがのかた、生没年未詳）は、鎌倉時代初期の女性。伊賀氏、伊賀局とも呼ばれる。藤原秀郷流の武将で鎌倉幕府御家人の伊賀朝光の娘。母は政所別当二階堂行政の娘。兄弟に光季、光宗など。2代執権北条義時継室。子に7代執権政村の他、実泰、時尚、一条実雅室（後に唐橋通時室）など。

## 略歴
建仁3年（1203年）9月の比企能員の変の発生を受けて、義時が前妻の姫の前と離別したのちに継室となったと見られ、元久2年（1205年）6月22日に政村を出産、 承元2年（1208年）に実泰を出産した。また年月は不明だが一条実雅の妻となった女子を出産している他、承久3年（1221年）11月23日には女子を、貞応元年（1222年）12月12日には男子をそれぞれ出産している。なお建保3年（1215年）9月14日には父朝光が、建保5年（1217年）2月10日には京において母がそれぞれ死去している。
貞応3年（1224年）7月、夫義時が急死。藤原定家の『明月記』によると、義時の死に関して、実雅の兄で承久の乱の京方首謀者の一人として逃亡していた尊長が、義時の死の3年後に捕らえられて六波羅探題で尋問を受けた際に、自害し損ねた苦痛に耐えかねて「早く首を切れ。さもなければ義時の妻が義時に飲ませた薬で早く自分を殺せ」と叫んで、武士たちを驚かせている。この発言に注目した平泉澄は『吾妻鏡』の病状悪化の記述は粉飾されたものであり、義時が毒殺されたと見た。また石井進や上横手雅敬といった研究者も尊長の言葉に真実を伝えるものがあると見ている。一方、山本みなみは『湛睿説草』に収録された義時四十九日法要の際の表白で、義時が日頃から脚気と暑気あたりによって衰弱していたと記されていることを指摘し、義時の死因は病死であるとしたうえで、尊長と実雅は承久の乱では敵味方に分かれており、また伊賀の方の兄光季は京方に討たれているため、実雅や伊賀の方と尊長が連絡を取り合ったとは考え難い。尊長の発言は自暴自棄になったための発言であるため信憑性は薄く、死を前にした虚言であるとしている。また『保暦間記』に記されている義時が近習の小侍に殺害されたという記述も、近習に毒を盛らせたことを示しているとの解釈もできるとする説がある一方で、義時が最期を全うしないことを望んだものによる「小説」であるとする見解もある。呉座勇一も、62歳という義時の没年齢は当時としては長寿であり、とりたてて疑うこともないとしている。
義時の死後、兄光宗と共に実子である政村を幕府執権に、娘婿の一条実雅を将軍に擁立しようと図るが、鎌倉殿後見の北条政子が政村の異母兄泰時を義時の後継者としたことにより失敗し、伊賀の方と光宗・実雅らは流罪となった（伊賀氏事件）。しかし、伊賀氏謀反の風聞については泰時が否定しており、『吾妻鏡』でも伊賀氏が謀反を企てたとは一度も明言しておらず、政子に伊賀氏が処分されたことのみが記されている。そのため伊賀氏事件は、鎌倉殿や北条氏の代替わりによる自らの影響力の低下を恐れた政子が、義時の後妻・伊賀の方の実家である伊賀氏を強引に潰すためにでっち上げた事件とする説もある。北条家の家督問題は本来、義時の後家である伊賀の方が中心となって解決されるべき問題であり、義時の姉とはいえ頼朝に嫁ぎ北条家を離れた政子の介入は不当なものであったとしている。
8月29日、伊賀の方は政子の命によって伊豆北条へ配流となり、幽閉の身となった。4か月後の12月24日、危篤となった知らせが鎌倉に届いており、その後死去したと推測する見解もある。一方で嘉禄元年（1225年）7月の政子の死後、嘉禄3年（1227年）2月に実雅の妻の妹が京で公家の西園寺実有と結婚しており、その前年にその母が入京していることから、その母を伊賀の方とする見解もある。また実雅の妻はやはり嘉禄元年（1225年）11月以降に公家の唐橋通時と再婚している。政村は事件に連座せず、後に7代執権となっている。